# Conversor boost
Um conversor boost (conversor amplificador) é um conversor CC/CC que aumenta a tensão (enquanto diminui a corrente) de sua entrada (alimentação) para sua saída (carga). É uma classe de fonte de alimentação comutada (SMPS) contendo pelo menos dois semicondutores (um diodo e um transistor) e pelo menos um elemento de armazenamento de energia: um capacitor, indutor ou os dois em combinação. Para reduzir o ripple de tensão, filtros feitos de capacitores (às vezes em combinação com indutores) são normalmente adicionados à saída do conversor (filtro do lado da carga) e à entrada (filtro do lado da alimentação).
Normalmente os conversores CC-CC tradicionais da literatura de eletrônica de potência operam em modo de condução contínua (MCC) ou descontínua (MCD) e fazem uso da modulação por largura de pulso (PWM).
A operação de um conversor em modo de condução contínua é caracterizada pela não extinção da corrente, ou seja sua corrente não atinge zero durante um período de chaveamento. Caso contrário o conversor opera em modo de condução descontínua, ou ainda, em modo de condução crítica. 
Para cálculo de um projeto do conversor boost necessitamos dos dados de projeto: Vin (tensão de entrada) Delta Vout (Variação de tensão de Saída) Fs (frequência de Chaveamento) Pout (potência de Saída) Vout (tensão de saída)

## Fórmulas

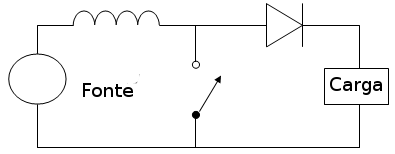
Esquema simplificado do conversor boost

Ganho de Tensão
{\displaystyle q=Vo/E}
Razão Ciclica
{\displaystyle D=(Vo-E)/Vo}
Corrente Média na Carga
{\displaystyle Io=Po/Vo}
Corrente Média na Entrada
{\displaystyle Iin=Io*q}
Variação de Corrente de entrada
{\displaystyle DeltaIL=0,1*Iin}
Valor da Indutância na Entrada
{\displaystyle L=(Vin/(Fs*DeltaIL))*D}
Valor da Capacitânica de Saída
{\displaystyle C=(Iout/(Fs*DeltaVout))*D}
Carga
{\displaystyle R=Vo^{2}/Po}

## Conversor Boost no Modo de Condução Contínua (MCC)
O conversor Boost no MCC (Modo de Condução Contínua) opera em duas etapas. Pode-se considerar a primeira etapa como {\displaystyle t_{on}}, que corresponde ao período em que a chave está fechada e o período {\displaystyle t_{off}}, em que a chave está aberta.
Também é importante definir as seguintes relações:
{\displaystyle t_{on}=DT_{s}}
e 
{\displaystyle t_{off}=(1-D)T_{s}=D'T_{s}}
Em que {\displaystyle D} representa a razão cíclica. A razão cíclica normalmente assume valores entre 0 e 1.  {\displaystyle T_{s}} é o período da frequência de chaveamento ({\displaystyle f_{s}}) que corresponde à
{\displaystyle T_{s}={\frac {1}{f_{s}}}}
A seguir são mostradas algumas formas de onda teóricas do conversor Boost no modo de condução contínua.

### Primeira etapa de operação

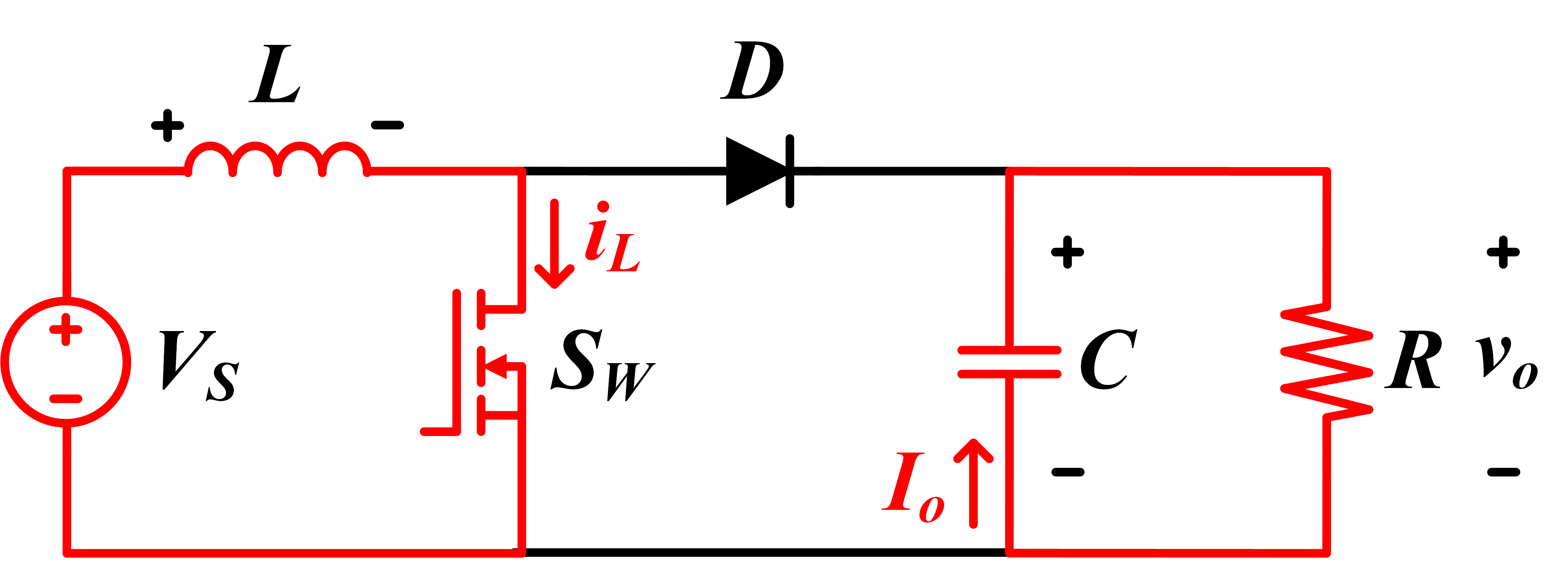
Primeira etapa do conversor Boost

Durante a primeira etapa de operação, há a magnetização do indutor {\displaystyle L} de forma linear, ou seja, a corrente neste componente aumentará de forma linear, dado que a tensão sobre o mesmo assume valor constante e igual a tensão de entrada ({\displaystyle V_{S}}). 
{\displaystyle L{\frac {di_{L}}{dt}}=V_{S}}
e consequentemente, pode-se escrever a corrente instantânea no indutor como:
{\displaystyle i_{L}(t)={\frac {V_{S}}{L}}t+i_{L(0)}}
sendo {\displaystyle L} a indutância, {\displaystyle i_{L(0)}} é o valor inicial de corrente no indutor. Para a primeira etapa de operação {\displaystyle i_{L(0)}} corresponde ao valor mínimo de corrente {\displaystyle I_{L_{min}}}. No instante {\displaystyle t=t_{on}}, a equação de corrente no indutor pode ser reescrita como:
{\displaystyle I_{L_{max}}={\frac {V_{S}}{L}}t_{on}+I_{Lmin}}
pois a corrente parte de um valor inicial mínimo {\displaystyle I_{L_{min}}} e cresce linearmente até seu valor máximo {\displaystyle I_{L_{max}}} no instante {\displaystyle t=t_{on}}. Esta equação também permite determinar o valor da ondulação da corrente ou ripple no indutor:
{\displaystyle \Delta I_{L}=I_{L_{max}}-I_{L_{min}}={\frac {V_{S}}{L}}DT_{s}}
Além disso, há descarga do capacitor sobre a carga, que por simplificação da análise, pode-se assumir uma corrente de descarga constante. A equação da pode ser dada por:
{\displaystyle C{\frac {dv_{o}}{dt}}=-I_{o}=-{\frac {V_{o}}{R}}}

### Segunda etapa de operação

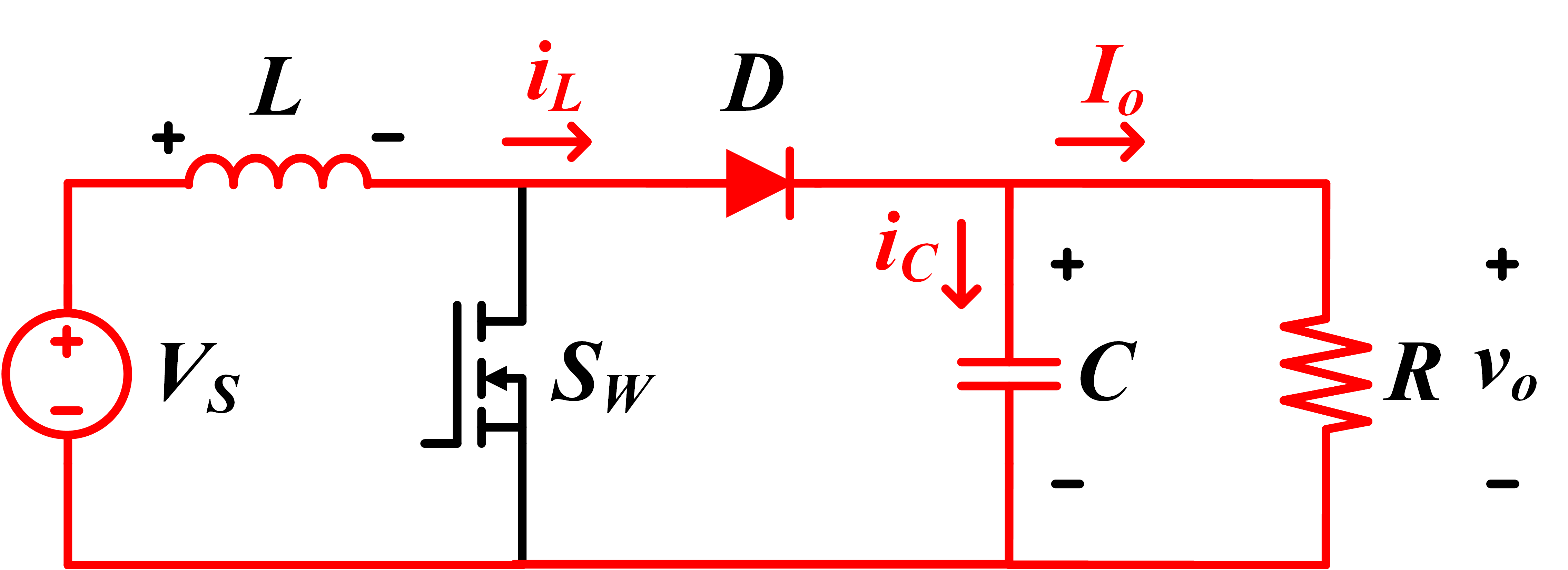
Segunda etapa do conversor Boost

A segunda etapa de operação do conversor Boost consiste no período em que a chave está aberta ({\displaystyle t_{off}}), que ocasiona a polarização direta do diodo. Durante a segunda etapa há a carga do capacitor pela energia proveniente da fonte e do indutor, pois neste período ocorre a desmagnetização do indutor. A desmagnetização do indutor, em regime permanente, ocorre de forma linear e pode ser dada por:  
{\displaystyle i_{L}(t)={\frac {(V_{S}-V_{o})}{L}}t+i_{L(0)}}
Ao término da segunda etapa, a corrente no indutor atinge o valor mínimo em {\displaystyle t=t_{off}}, portanto pode-se escrever
{\displaystyle I_{L_{min}}={\frac {(V_{S}-V_{o})}{L}}t_{off}+I_{L_{max}}}
Por meio da equação acima, também é possível determinar a ondulação de corrente no indutor, sendo:
{\displaystyle \Delta I_{L}=I_{L_{max}}-I_{L_{min}}={\frac {(V_{o}-V_{s})}{L}}t_{off}}
Durante o período {\displaystyle t_{off}}, a corrente no capacitor pode ser descrita como:
{\displaystyle C{\frac {dv_{o}}{dt}}=i_{L}(t)-I_{o}}
O que indica que, a corrente no capacitor corresponde à corrente do indutor subtraída de seu valor médio.

### Ganho estático, tensões e correntes médias
O ganho estático do conversor Boost pode ser encontrado pela relação de tensão média no indutor, pois a tensão média no indutor em regime permanente é nula, desta forma pode-se escrever:
{\displaystyle V_{L}={\frac {1}{T_{s}}}\left(\int _{0}^{DT_{s}}V_{S}\,dt+\int _{0}^{(1-D)T_{s}}(V_{S}-V_{o})\,dt\right)=0} 
 {\displaystyle V_{L}=V_{S}D+(V_{S}-V_{o})(1-D)=0}
Rearranjando-se os termos encontra-se o ganho estático.
{\displaystyle G={\frac {V_{o}}{V_{S}}}={\frac {1}{(1-D)}}}
A corrente média no indutor ({\displaystyle I_{L}}), corresponde à própria corrente média de entrada ({\displaystyle I_{in}}), sendo assim
{\displaystyle I_{L}=I_{in}}
Já a corrente média de saída ({\displaystyle I_{o}}), corresponde à própria corrente na carga, que também é a corrente média no diodo ({\displaystyle I_{D}}).
{\displaystyle I_{o}={\frac {V_{o}}{R}}=I_{D}}
A corrente no diodo corresponde à própria corrente de saída, dado que:
{\displaystyle I_{D}={\frac {1}{T_{s}}}\int _{0}^{(1-D)T_{s}}i_{L}(t)\,dt={\frac {1}{2}}{\frac {V_{S}-V_{o}}{L}}(1-D)^{2}T_{s}+I_{L_{max}}(1-D)} 

É possível simplificar a equação realizando substituições dos termos, deixando em função da ondulção de corrente ({\displaystyle \Delta I_{L}}), deste modo encontra-se:
{\displaystyle I_{D}={\frac {1}{2}}\left(-\Delta I_{L}\right)(1-D)+\left(I_{L}+{\frac {\Delta I_{L}}{2}}\right)(1-D)} 

{\displaystyle I_{D}=I_{L}(1-D)=I_{in}(1-D)=I_{o}}
pois
{\displaystyle {\frac {V_{o}}{V_{S}}}={\frac {1}{1-D}}={\frac {I_{in}}{I_{o}}}} → {\displaystyle I_{o}=(1-D)I_{in}}
A corrente média na chave ({\displaystyle I_{sw}}) pode ser encontrada pelo processo a seguir:
{\displaystyle I_{sw}={\frac {1}{T_{s}}}\int _{0}^{DT_{s}}i_{L}(t)\,dt={\frac {1}{2}}{\frac {V_{S}}{L}}D^{2}T_{s}+I_{L_{min}}D} 

De forma semelhante à realizada para a corrente média no diodo, fazendo as substituições dos termos, deixando em função da ondulção de corrente ({\displaystyle \Delta I_{L}}), a corrente média na chave pode ser dada por:
{\displaystyle I_{sw}={\frac {1}{2}}\Delta I_{L}D+\left(I_{L}-{\frac {\Delta I_{L}}{2}}\right)D} 

{\displaystyle I_{sw}=I_{L}D=I_{in}D}
A ondulação de tensão no capacitor de saída pode ser encontrada pela variação de carga, sabendo que:
{\displaystyle \Delta Q=\Delta V_{o}C} → {\displaystyle \Delta V_{o}={\frac {\Delta Q}{C}}}
sendo {\displaystyle \Delta Q} a variação de carga no capacitor, {\displaystyle \Delta V_{o}} é a variação de tensão de saída e {\displaystyle C} é a capacitância. A variação de carga no capacitor pode ser considerada a área do gráfico correspondente à corrente no capacitor durante a primeira etapa, sendo assim:
{\displaystyle \Delta V_{o}={\frac {I_{o}DT_{s}}{C}}={\frac {V_{o}DT_{s}}{RC}}}

### Resumo das equações
O quadro a seguir contém algumas das equações do conversor Boost.
| Variável                         | Equação                                                                                    |
| -------------------------------- | ------------------------------------------------------------------------------------------ |
| Ganho estático                   | {\displaystyle G={\frac {1}{(1-D)}}}                                                       |
| Corrente média de entrada        | {\displaystyle I_{in}={\frac {I_{o}}{(1-D)}}}                                              |
| Corrente média do indutor        | {\displaystyle I_{L}=I_{in}}                                                               |
| Ondulação de corrente do indutor | {\displaystyle \Delta I_{L}={\frac {V_{S}}{L}}DT_{s}={\frac {(V_{o}-V_{S})}{L}}(1-D)T_{s}} |
| Ondulação de tensão no capacitor | {\displaystyle \Delta V_{o}={\frac {I_{o}DT_{s}}{C}}={\frac {V_{o}DT_{s}}{RC}}}            |
| Corrente média na chave          | {\displaystyle I_{Sw}=I_{in}D}                                                             |
| Corrente média na diodo          | {\displaystyle I_{D}=I_{o}}                                                                |